# Julià Palanca i Massià
Julià Palanca i Massià (Sagunt, Camp de Morvedre, 1883 - Barcelona, 27 d'octubre de 1964) va ser deixeble d'Antoni Palanca, Emili Vega i Felip Pedrell. Director de bandes i orquestres, guanyà la plaça de músic militar i fou professor de Francesc Basil quan dirigia la Banda Militar de Granollers. Efectuà nombroses transcripcions de música per a banda, la sarsuela En los Naranjos, la revista Escena romántica, una sardana, Vicentina (1953), i diverses composicions per a banda.